# 薩克拉里半島
薩克拉里半島是南極洲的半島，位於恩德比地，處於阿蒙森灣和凱西灣，長60公里、寬40公里，該半島現時受南極條約管理。
67°4′S 49°2′E / 67.067°S 49.033°E